# Haddaway (album)
Haddaway (znany również pod nazwą The Album) – debiutancki album artysty dance Haddaway, wydany w 1993 roku, zawierał między innymi znane przeboje „What Is Love” i „Life”.

## Lista utworów
1. „What Is Love” – 4:31
2. „Life (Everybody Needs Somebody To Love)” – 4:19
3. „Yeah” – 3:43
4. „Come Back (Love Has Got A Hold On Me)” – 4:01
5. „I Miss You” [Radio Edit] – 3:41
6. „What Is Love” [Rapino Brothers Mix] – 3:50
7. „Stir It Up” – 4:25 (Bob Marley Cover)
8. „Sing About Love” – 4:43
9. „Mama’s House” – 4:05
10. „Rock My Heart” – 4:20
11. „Tell Me Where It Hurts” – 4:12
12. „Shout” – 4:36
13. „Life (Everybody Needs Somebody To Love)” [Mission Control Mix] – 7:02

Dwie ostatnie ścieżki zostały dodane do drugiej edycji albumu w listopadzie 1993.

## Notowania
| Kraj  | Lista (1993)                          | Pozycja |
| ----- | ------------------------------------- | ------- |
| Węgry | Top 40 album- és válogatáslemez-lista | 1       |